# Special Olympics Türkei
Special Olympics Türkei (türkisch: Special Olympics Türkiye, englisch: Special Olympics Turkey) ist der türkische Verband von Special Olympics International. Sein Ziel ist die Förderung von Sport für Menschen mit geistiger Beeinträchtigung und die Sensibilisierung der Gesellschaft für diese Mitmenschen. Außerdem betreut er die türkischen Athletinnen und Athleten bei den Special Olympics Wettkämpfen.

## Geschichte
Special Olympics Türkei wurde 1982 mit Sitz in Istanbul gegründet.

## Aktivitäten
2019 waren 4646 Athletinnen, Athleten und Unified Partner sowie 484 Trainer bei Special Olympics Türkei registriert. Der Verband nahm 2022 an den Programmen Athlete Leadership, Young Athletes, Unified Schools und Unified Sports teil, die von Special Olympics International ins Leben gerufen worden waren.

### Sportarten
Folgende Sportarten wurden 2022 vom Verband angeboten:
- Basketball (Special Olympics)
- Boccia (Special Olympics)
- Fußball (Special Olympics)
- Leichtathletik (Special Olympics)
- Schwimmen (Special Olympics)
- Tischtennis (Special Olympics)
- Volleyball (Special Olympics)

### Teilnahme an Weltspielen vor 2020
(Quelle: )
• 2007 Special Olympics World Summer Games, Shanghai, China (64 Athletinnen und Athleten)
• 2009 Special Olympics World Winter Games, Boise, USA (6 Athletinnen und Athleten)
• 2011 Special Olympics World Summer Games, Athen (93 Athletinnen und Athleten)
• 2013 Special Olympics World Winter Games, PyeongChang, Südkorea (3 Athletinnen und Athleten)
• 2015 Special Olympics World Summer Games, Los Angeles, USA (8 Athletinnen und Athleten)
• 2019 Special Olympics, World Summer Games, Abu Dhabi 11( Athletinnen und Athleten)

### Teilnahme an den Special Olympics World Summer Games 2023 in Berlin
Special Olympics Türkei nahm an den Special Olympics World Summer Games 2023 teil. Die 21-köpfige Delegation wurde vor den Spielen im Rahmen des Host Town Program von Stralsund betreut. Das Team gewann bei diesen Weltspielen zwei Gold-, eine Silber- und zwei Bronzemedaillen.

### Teilnahme an Weltspielen nach 2023
- 2025 Special Olympics World Winter Games, Turin, Italien (7 Athletinnen und Athleten)[5]